# Юґуті Ейдзо
Ейдзо Югуті (яп. 湯口 栄蔵, Yuguchi Eizō), нар. 4 липня 1945, Осака — пом. 2 лютого 2003, Нара) — японський футболіст, що грав на позиції півзахисника.
Протягом усієї кар'єри виступав за клуб «Янмар Дизель», а також національну збірну Японії.

## Клубна кар'єра
У дорослому футболі дебютував 1968 року виступами за команду клубу «Янмар Дизель», кольори якої і захищав протягом усієї своєї кар'єри гравця, що тривала п'ять років.

## Виступи за збірну
У складі олімпійської збірної Японії завоював бронзові медалі на літніх Олімпійських ігор у Мехіко (1968).
1969 року дебютував в офіційних матчах у складі національної збірної Японії. Протягом кар'єри у національній команді, яка тривала усього 2 роки, провів у формі головної команди країни 5 матчів, забивши 1 гол.

## Смерть
Помер 2 лютого 2003 року на 58-му році життя у місті Нара від раку шлунка.

## Статистика виступів
| Сезон | Команда        | Чемпіонат | Чемпіонат | Чемпіонат |
| Сезон | Команда        | Ліга      | Ігор      | Голів     |
| ----- | -------------- | --------- | --------- | --------- |
| 1968  | «Янмар Дизель» | ЯСЛ       | ?         | ?         |
| 1969  | «Янмар Дизель» | ЯСЛ       | ?         | ?         |
| 1970  | «Янмар Дизель» | ЯСЛ       | ?         | ?         |
| 1971  | «Янмар Дизель» | ЯСЛ       | 13        | ?         |
| 1972  | «Янмар Дизель» | ЯСЛ1      | ?         | ?         |
|       | Усього         |           | 66        | 3         |

| Збірна Японії | Збірна Японії | Збірна Японії |
| Роки          | Ігри          | Голи          |
| ------------- | ------------- | ------------- |
| 1969          | 1             | 0             |
| 1970          | 4             | 1             |
| Всього        | 5             | 1             |

## Титули і досягнення
- Бронзовий олімпійський призер: 1968